# 일본붉은등밭쥐
일본붉은등밭쥐 또는 앤더슨붉은등밭쥐, 와카야마붉은등밭쥐(Myodes andersoni)는 비단털쥐과에 속하는 설치류이다. 일본 혼슈 섬에서만 발견된다. 1905년 영국 동물학자 토마스(Oldfield Thomas)가 처음 기재했다. 국제 자연 보전 연맹(IUCN)이 관심대상종으로 분류하고 있다.

## 분포 및 서식지
일본붉은등밭쥐는 일본 혼슈 섬의 토착종으로 주부 지방와 호쿠리쿠 지방에서 발견되고 섬의 좀더 북쪽과 기이반도에서도 서식한다. 주로 해발 400m 이상의 고도에서 발견되지만 고산 툰드라 아래에서 서식한다. 일반적으로 암반 지대와 강 주변, 강둑과 제방, 농경지의 돌담에서 발견된다.